# 山口元紀
山口 元紀（やまぐち げんき、1984年2月29日 - ）は、日本のアスレティックトレーナーであり、株式会社Dr.トレーニングの創業者。群馬県高崎市出身。

## 略歴
高崎経済大学附属高等学校、日本大学文理学部体育学科卒業。その後、アメリカに渡りテキサス工科大学院 健康科学センターに入学し、在学中にマイナーリーグのプロ野球チームであるアイダホフォールズ・チュカーズでインターンを経験する。 
テキサス工科大学院卒業後は、タンパベイ・レイズ傘下のガルフ・コーストリーグ・レイズや、ボストン・レッドソックスで故障者リストの選手をケアを担当しながら、その傘下のガルフ・コーストリーグ・レッドソックスでアスレティックトレーナーとして活動する。 
その後帰国し、アスリートのトレーニングやセミナー、ミス・ワールドジャパンの公式トレーナーなどを経て、株式会社Dr.トレーニングを設立。同社の代表取締役と技術監修に就任した。 

## 経歴
- 2002年3月　群馬県立高崎経済大学附属高等学校卒業。
- 2006年3月　日本大学文理学部体育学科卒業。
- 2009年5月　テキサス工科大学院 健康科学センター Athletic Training学科卒業。
- 2009年 - 2010年　ガルフ・コーストリーグ・レイズでアスレティックトレーナーとして活動。
- 2010年 - 2011年　ボストン・レッドソックスで故障者リストの選手のケアを担当し、同時にガルフ・コーストリーグ・レッドソックスでアスレティックトレーナーとして活動。
- 2014年 - 2016年　ミス・ワールドジャパン公式トレーナーとして活動。[1]
- 2015年10月　株式会社Dr.トレーニングを設立し、代表取締役と技術監修に就任。
- 2017年10月　株式会社FUBIC（現、株式会社nobitel）の社外取締役と技術監修に就任。[2]

## 保有資格
- BOC ATC
- NASM-PES
- PRI Myokinematic Restoration
- PRI Plelvic Restoration
- IASTM
- NKT
- SFMA
- BTS
- 保健体育科教員免許

## メディア出演
- KAGOME GREENS アンバサダー[3]
- ツイストレッチダイエットDVD　初級【MISS WORLD 公認トレーニング】(FUBIC)
- ツイストレッチダイエットDVD　上級【MISS WORLD 公認トレーニング】(FUBIC)
- 情報プレゼンター とくダネ! ミス・ワールド2014日本大会の様子（フジテレビ）
- ゴゴスマ ～GO GO!Smile!～ ミスワールド日本代表も実戦！美ボディを作る「ツイストレッチ」（TBS）
- ワールドビジネスサテライト アスリートの「第二の人生」を活用！Ｄｒ．ストレッチ」（テレビ東京）

### 取材・寄稿
- 月刊トレーニング・ジャーナル （ブックハウス・エイチディ）
- IRONMAN（フィットネススポーツ）
- 月刊ジャパンフィットネス（フィットネススポーツ）
- GOETHE（幻冬舎）
- OCEANS（ライトハウスメディア）
- ViVi（講談社）
- フィットネスビジネス
- 月刊NEXT